# Hoplotarsia magna
Hoplotarsia magna là một loài bướm đêm trong họ Noctuidae.